# Лимбург-Штирум, Герман Оттон фон
Германн Оттон II Лимбург-Штирум (нем. Hermann Otto II. von Limburg-Styrum; 1 апреля 1646 — 8 июля 1704, Донаувёрт) — граф из владетельного рода Лимбург-Штирум, военачальник Священной римской империи, австрийский фельдмаршал (5.5.1696).

## Биография
Рано вступил на имперскую службу и вскоре был пожалован камергером. Но поскольку его пылкий характер не соответствовал придворной жизни, то он в начале Турецкой войны в Венгрии получил место полковника, участвовал в осаде Офена (1686 год), в сражении при Гране и уже 10.10.1684 получил чин генерал-фельдвахмистра и участвовал в битве при Сланкамене, в которой особо отличился отважной атакой в тыл неприятеля. В октябре того же года Штирум проявил такое же мужество при осаде Гросвардейна под командованием маркграфа Баденского. 5 октября 1688 года пожалован фельдмаршал-лейтенантом, а 28.6.1691 - генералом кавалерии.
В 1695 году он был пожалован фельдмаршалом и после Карловицкого мира (1699 год) получил командование над армией в Германии.
В войну за испанское наследство, в 1703 году, когда театр боевых действий переместился в Баварию, Штирум занимал крепкую позицию при Гаунегейме, в то время как маркграф Баденский с Рейнской армией занял Аугсбург и Фридберг, отрезав союзному франко-баварскому войску полностью подвоз припасов. Пылкий Штирум оставил свой укрепленный лагерь в надежде еще теснее обложить противника в случае если тот при Донаувёрте перейдет через Дунай. Но прежде чем Штирум достиг этого города, он столкнулся с маршалом Вилларом и курфюрстом баварским и был вынужден принять бой между Оберклау и Гохштедтом 20 сентября 1703 года, которое Штирум, несмотря на упорное сопротивление проиграл по причине превосходства неприятельских сил.
В следующем году, в сражении при Шелленберге (2 июля 1704 года) ему представился случай загладить эту неудачу. Он в числе первых взобрался с имперским войском на баварские шанцы, но был убит пулею.
Штирум считался в армии превосходнейшим кавалеристом.